# 空港無線電話
空港無線電話（くうこうむせんでんわ） は、日本国内の空港の地上業務に使用される専用の業務無線である。大規模な空港のものは、マルチチャネルアクセス無線技術を用いているため空港MCA無線とも呼ばれる。

## 概要
電波法令上は、航空移動業務ではなく陸上移動業務として扱われ、無線局免許も航空局・航空機局ではなく電気通信業務用の基地局・陸上移動局・陸上移動中継局として免許される。
- 空港周辺で利用可能。
- 一斉呼出し・グループ・個別通信が可能。
- 通話料金は定額制。
- 端末機器はレンタルのみ。
- 契約種別として、期間を定めない通常契約と、短期間利用のための臨時契約とがある。

### 主な端末機器
- 携帯型端末電話機 : 持ち運んで利用するための小型端末。携帯局。
- 車載型端末電話機 : トーイングカーなど航空会社の業務用の車両に搭載。車載局。
- 卓上型端末電話機 : 事務所などに設置される基地局と有線で接続されるもの。リモコン。
- 可搬卓上型端末電話機 : 基地局と無線で接続されるもの。リモコン。

## デジタルMCAシステム
2004年12月東京国際空港、2005年2月中部国際空港、2005年3月成田国際空港、2007年5月関西国際空港、2007年6月那覇空港でサービス開始。
- 通信方式 : 2周波数半複信（プッシュ・ツー・トーク）
- 変調方式 : π/4 QPSK、チャネル当たり伝送速度 8kb/s、多重数 4。
- 周波数 : 移動局 415.5～417.5MHz、基地局 460～462MHz、25kHz間隔。

## アナログMCAシステム
1990年（平成2年）2月、新東京国際空港（現 成田国際空港）でサービス開始。
以降、東京国際空港、那覇空港、関西国際空港と続いた。
800MHz帯周波数再編に基づき、2008年（平成20年）4月25日の成田国際空港でのサービス終了を最後にすべてデジタル方式へ移行した。
- 通信方式 : 2周波数半複信
- 変調方式 : 周波数変調
- 周波数 : 移動局 830.0125～831.9875MHz、基地局 885.0125～886.9875MHz、12.5kHz間隔。

## 標準規格
電波産業会（略称ARIB）が電波法令の技術基準を含めて規格化し、標準規格として公開している。
- ARIB STD-T87 空港内デジタル移動通信システム
- ARIB STD-T114 空港内デジタル移動通信システム TYPE2

## 表示
端末機器は特定無線設備の技術基準適合証明等に関する規則（以下、「証明規則」と略す。）による適合表示無線設備でなければならず、技適マークの表示が義務付けられている。
技術基準適合証明番号又は工事設計認証番号の表示も必須とされ、空港無線電話を表す記号はこれらの番号の4～5字目のAW又はBWである。（証明規則 様式7）
但し、2013年（平成25年）4月以降の工事設計認証番号（4字目がハイフン(-)）に記号表示は無い。
アナログのものは番号の英字の1字目のZであった。